# Fabián 2 Mariana 0
Fabián 2 Mariana 0 fue una telenovela argentina dirigida por Alberto Rinaldi para ATC emitida en el año 1980.
Fue protagonizada por Arnaldo André y María Leal, coprotagonizada por Beatriz Taibo. Contó con las actuaciones estelares de las primeras actrices Irma Córdoba y María Concepción César.

## Guion
La telenovela fue escrito por Alberto Migré, conocido por crear historias como Rolando Rivas, taxista (1972), Piel naranja (1975), Pablo en nuestra piel (1977), El hombre que amo (1986), Una voz en el teléfono (1990) y más.

## Elenco
- Arnaldo André - Fabián Muñoz
- María Leal - Mariana
- Beatriz Taibo - Lidia Lehmann
- Irma Córdoba - Esperanza
- Alberto Migré, Arnaldo André, María Leal y Raúl RizzoMaría Concepción César - Eugenia
- Dora Ferreiro - Carmen
- Mabel Pessen - Paula
- Susy Kent - María Isabel
- Paquita Más - Teodora
- Antuco Telesca - Stanley Balcarce
- Mario de Rosa - Leandro
- Mónica Gonzaga - Fanny
- Fernando Siro - Sebastián
- Silvia Pérez - Pilar
- Juan Vitali - Claudio
- Ivonne Fournery - Gabriela
- Elena Cruz - Amanda

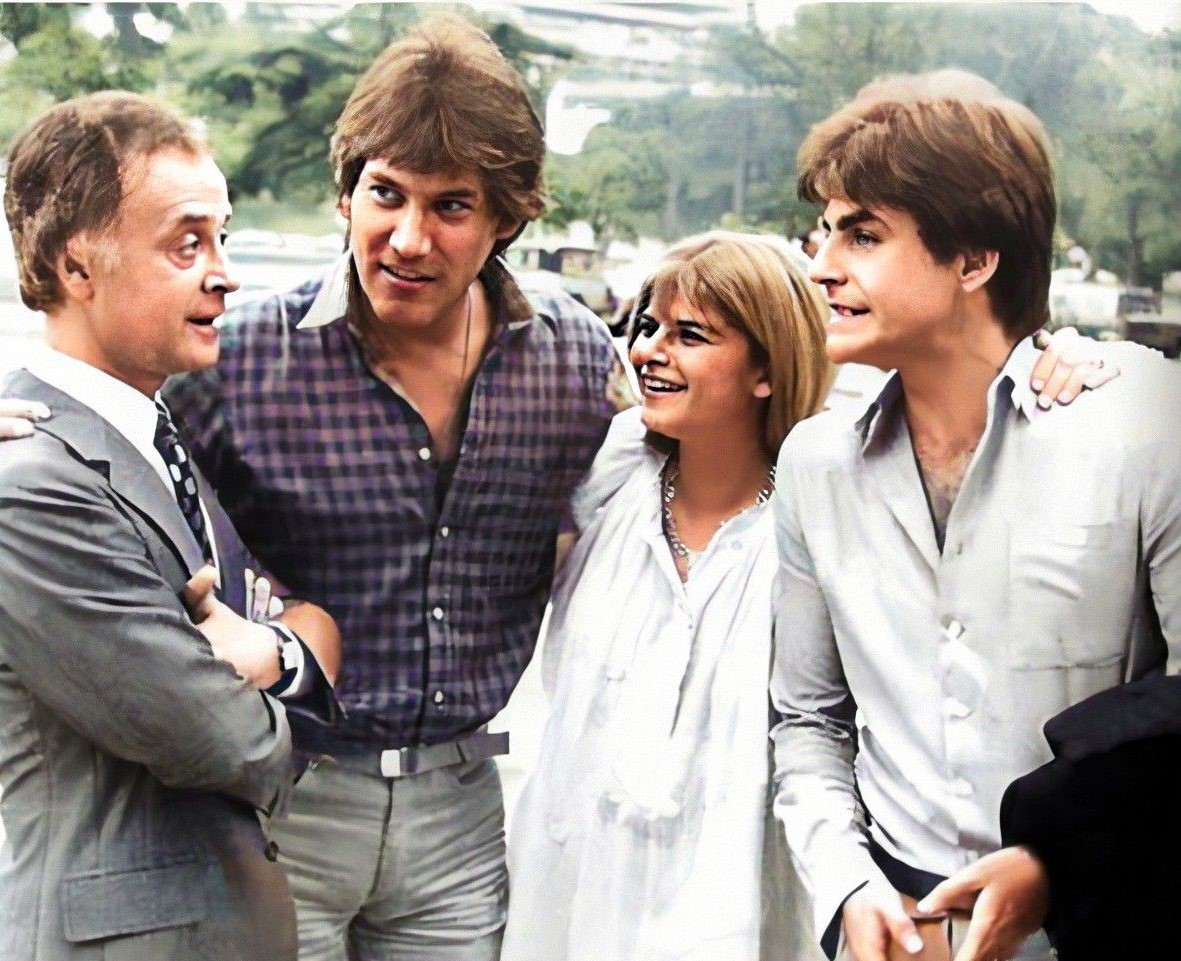
Alberto Migré, Arnaldo André, María Leal y Raúl Rizzo

- Sandra Mihanovich - Socorro Lehmann
- Cristina Lemercier - Elizabeth
- Guillermo Rico - Francisco

## Equipo de producción
- Historia original: Alberto Migré
- Dirección: Alberto Rinaldi